# トロファレッロ
トロファレッロ（伊: Trofarello）は、イタリア共和国ピエモンテ州トリノ県にある、人口約11,000人の基礎自治体（コムーネ）。

## 地理

### 位置・広がり

#### 隣接コムーネ
隣接するコムーネは以下の通り。
- カンビアーノ
- モンカリエーリ
- ペチェット・トリネーゼ
- サンテナ

## 行政

### 分離集落
トロファレッロには、以下の分離集落（フラツィオーネ）がある。
- Valle Sauglio, Rivera, Cima Villa

## 姉妹都市
- Le Teil、フランス 1972年
- ラウンハイム、ドイツ 1986年